# 二月河
凌解放（1945年11月3日—2018年12月15日），笔名二月河，取意“奔腾不息的二月黄河”，男，河南南阳人，生于山西昔阳，中國大陸作家、教授、中共十五大、十六大、十八大、十九大代表。因创作大量帝王系列小说、历史小说而知名。诸如康熙帝、雍正帝、乾隆帝等等。曾担任南阳市文联副主席、河南省作協副主席、郑州大学文学院院长等职务。是河南省优秀专家，享受中国国务院政府特殊津贴。

## 生平

### 早年生涯
1945年11月3日二月河出生于山西昔阳，父母是昔阳县武委会主任凌尔文和妇联主席马翠兰。随着国共内战形势变化，二月河跟随父母辗转河南各地。中国人民解放军占领南阳后，其父母分别留任邓县武装部政委和法院副院长。就此全家在南阳定居。小学至初中阶段开始接触《三国演义》、《水浒传》、《西游记》等中国古典文学作品，以及《钢铁是怎样炼成的》、《汤姆·索亚历险记》等外国名著，高中时期，他开始阅读《红楼梦》。
1967年二月河高中毕业时中国处于文化大革命时期，他家亦未能幸免被波及，被红卫兵连续抄家3次。经此一劫，二月河选择去山西太原参军，成为一名工程兵。1969年12月加入中国共产党。1978年部队转业至河南南阳，在南阳市委宣传部任职，利用业余时间研究一直热爱的《红楼梦》，并将研究成果寄到相关刊物，却石沉大海。后在中国红学专家冯其庸的支持下，成为中国红学会会员。

### 小说创作
1982年，凌解放到上海参加研讨会，会上学者感慨没有有关康熙皇帝的优秀作品时，二月河便开始了“帝王小说”的写作之路。1988年，4卷160余万字的《康熙大帝》完稿，冯其庸看后说”专心致志完成你未来的路“。第一卷《夺宫》出版后引起轰动，香港、台湾相继推出繁体竖排版。1990年至1992年，又陆续创作《雍正皇帝》3卷140余万字。1998年，根据此书改编的电视剧在央视播出。1994年至1996年，二月河完成《乾隆皇帝》前3卷130余万字。康熙、雍正、乾隆三朝的历史在他的笔下构成了一幅壮阔的政治长卷。至2006年版稅收入至少1200萬元人民幣，為該年度中國作家的第二名。 2011年6月27日，出任郑州大学文学院院长。

### 逝世
二月河在2018年上半年曾因脑栓塞到北京301医院住院治疗，后转到普通病房。在12月15日凌晨2点左右突发心衰，并进行了抢救，但最终于当日凌晨逝世，享壽73岁。追悼会定于19日在南阳市殡仪馆举行。

## 言论观点
2014年5月22日，二月河在接受《人民日报社》旗下的《环球人物》杂志专访时，阐述了自己对中国存在的腐败现象和反腐的看法：
|  | （反腐）除严刑峻法外，还需要别的措施。从长远看，整个社会需要反特权意识的觉醒和身体力行。现在小学生都知道担任班干部有好处，可以管理别人，可以从老师那里享受到不同待遇，于是他们小小年纪就知道贿选，买东西送给同学。孩子从小就知道利益交换。这种现象非常危险。中国的社会教育、学校教育、家庭教育都严重缺失，传统文化中对权力的迷信、对权威的崇拜根深蒂固，做事首先想到的是行贿受贿、旁门左道。 |

|  | 我跟王岐山同志说过一个例子：满洲人入关时8.5万人，加上吴三桂在山海关的3.5万驻军，一共不过12万。而汉族方面，仅李自成的铁骑就有100余万人，加上南明唐王逃到福建称帝时手中的200余万人马，以及散落全国的汉族武装力量，总数能超过400万。可最后12万人打败了400万人。与满人相比，汉人的制度不先进吗？当然先进。只能说，如果你腐败，先进制度下的400万人也是一堆臭肉。不腐败，落后制度下的12万人也能变成一把剁肉的刀。 |

|  | 不能迷信经济实力。政治腐败不能拿经济繁荣去抵消。一个政权如果不能治理腐败问题，其他方面再强大，都不能成为一个强大的国家。因为腐败就像是社会的糖尿病，它是一个富贵病，隐蔽性很强，不会直接导致社会死亡，但是在不知不觉中会成为社会的一大顽疾，使国家变得极其脆弱，最后很容易引起并发症，不堪一击，无从抢救。如果不把腐败的血糖降下来，不管你是什么制度，不管你有多高的GDP，都会轰然倒塌，彻底完蛋。 |

|  | 现在，普通公务员工作稳定，有较高的社会地位，收入足以养家糊口。如果国家还用高薪去迎合那些蝇营狗苟、追名逐利的人，人们对这个职业的追逐将更疯狂，会花更大代价去走后门、贿赂官员。何况工资再高，也无法与贪污受贿的数额相提并论。对于贪欲无穷的人来说，给多高的薪水都是不够的。 |

## 家庭
- 曾祖：凌朝徽，清朝山西昔阳廪生。[11]
- 祖父：凌某某，康梁维新派举人
- 伯父：凌某某，曾出任晋冀鲁豫边区政府的督学
- 父亲：凌尔文，曾任昔阳县武装部部长、县委书记
- 母亲：马翠兰，曾任昔阳县妇联主任、昔阳县公安局副局长、邓县法院副院长。[4]
- 女儿：凌晓
- 堂哥：凌振祥

## 主要著作
二月河主要从事历史小说的创作，著名的代表作有《康熙大帝》、《雍正皇帝》、《乾隆皇帝》三部曲，其中《雍正皇帝》被评为20世纪中文小说100强中的第100位。2003年《乾隆皇帝》荣获姚雪垠长篇历史小说奖。这三部小说先后被改编成电视剧，取得较高收视率。另外二月河还出版了随笔、散文集《二月河语》，短篇小说集《匣剑帷灯》。《康熙大帝》改编成电视剧《康熙大帝》、《康熙王朝》；《雍正皇帝》改编成电视剧《雍正王朝》；《乾隆皇帝》改编成电视剧《乾隆王朝》。

## 内文注释
1. ↑  农历二月份黄河冰面开裂，冰凌消融，故笔名二月河和真名凌解放暗合。